# I-86 (восток)
I-86 (Interstate 86) — межштатная автомагистраль в Соединённых Штатах Америки. В настоящее время обозначены два участка магистрали. Общая протяжённость магистрали — 206,85 мили (332,89 км). Проходит по территории двух штатов.

## Маршрут магистрали
| Штат  | миль   | км     |
| ----- | ------ | ------ |
| PA    | 6,99   | 11,25  |
| NY    | 199,86 | 321,64 |
| Всего | 206,85 | 332,89 |

### Пенсильвания
Западный конец магистрали располагается на пересечении с Interstate 90 на северо-западе Пенсильвании. По территории этого штата магистраль проходит немногим более 11 км, затем пересекает границу с Нью-Йорком.

### Нью-Йорк
Первая развязка I-86 в Нью-Йорке находится в городе Мина в округе Шатокуа — здесь магистраль пересекает NY 426. На протяжении всего пути по Нью-Йорку маршрут I-86 совпадает с NY 17. Затем Interstate 86 преесекает округа Каттарогус, Аллегейни и Стюбен. На территории округа Шеманг, по которому в настоящее время магистраль проходит менее 20 км, она заканчивается, а NY 17 продолжает движение на восток.
Второй обозначенный отрезок I-86 длиной всего 16 км располагается полностью на территории округа Брум. Западный конец — на пересечении NY 17 с I-81 и US 11 в Кирквуде, а восточный — на пересечении с NY 79 в Уинсоре.

## Основные развязки
- US 62, Поленд
- US 219, округ Каттарогус
- I-390, Авока
- US 15, Пэйнтед-Пост